# Мэра
Мэра (Майра, др.-греч. Μαῖρα) — персонаж древнегреческой мифологии. Собака Эригоны, девушки из Аттики. Найдя убитого Икария, завыла, ухватила Эригону зубами за край одежды и привела к телу. Когда Эригона повесилась, собака бросилась в колодец Анигр (либо колодец Онигр «Собачий источник»), либо умерла от тоски.
Дионис поместил всех среди созвездий. Собака превратилась в Сириус или Процион.